# Manga del Cura
Manga del Cura – jeden z trzech obszarów w Ekwadorze zaliczanych do terenów o nieokreślonej przynależności do prowincji. 

## Dane statystyczne
Według danych INEC
| Powierzchnia | Liczba mieszkańców | Gęstość zaludnienia |
| ------------ | ------------------ | ------------------- |
| 488,04 km²   | 20578              | 42,53 os/km²        |

## Położenie
Manga del Cura znajduje się na granicy czterech prowincji Ekwadoru.
Od zachodu i północy graniczy z prowincją Manabí, od południa z prowincją Guayas, od południowego wschodu z prowincją Los Ríos i od północnego wschodu z prowincją Santo Domingo de los Tsáchilas. Od wyżej wymienionych prowincji teren ten jest oddzielony naturalnymi granicami, jakimi są Zalew Daule-Peripa na południu oraz zasilające go rzeki Peripa na wschodzie i Daule na zachodzie.

## Historia regionu i problem przynależności terytorialnej
Pierwsza wzmianka o Manga del Cura pochodzi z 1837 roku, kiedy to mieszkaniec Daule (kanton Daule, prowincja Guayas) Nicolás Avilés za 100 pesos kupił teren wzgórza San Francisco de Peripa, do którego przynależał opisywany teren. W 1903 roku, kiedy w prowincji Guayas powstał nowy kanton Balzar, teren ten przeszedł pod jurysdykcję nowego kantonu.
W 1928 roku proboszcz z Calceta (prowincja Manabí) Luis María Pinto wraz z mieszkańcami: Jacinto Moreira Cruz, Pomerio Pazmiño, Ezequiel García, Metodio Intriago, José Ángel Cedeño, Honorato Cedeño, Dimas Zambrano, Cecilio Peñarrieta, Melchor Palacios, José Auxilio Peñarrieta i Segundo Victoriano Bravo przy pomocy maczet przecięli trakt przez Quiroga, Pechichal, Valentín, Río Barro, Juan Candela, Relámpago, Bejuco, Los Ángeles, La Bóveda, La Iguana, Puente de Piedra, Tranca de Piedra, La Caraca, Dos bocas, Algodón, El Ají, Membrillo, Conguillo, Salazar, do La Aurora, a następnie do Santo Domingo de los Colorados. aby skrócić czas podróży do Quito. Na cześć tego księdza opisywany teren nazwano "Manga del Cura" co w tłumaczeniu oznacza „ścieżka księdza”. Droga wyznaczona przez proboszcza z Calceta przyczyniła się prawdopodobnie do napływu mieszkańców Manabí na te tereny, który był tak duży, że 21 kwietnia 1952 roku, władze kantonu Balzar zdecydowały się wymurować słupy graniczne (jeden przy rzece Pupusá, dwa przy strumieniu La Capelé i jeden przy rzece Peripa)
10 stycznia 1967 roku Parlament Ekwadoru ustalił granicę pomiędzy prowincjami Manabí i Pichincha, która przyznawała prowincji Manabí prawa do części terytorium Manga del Cura, co spotkało się ze sprzeciwem posłów i prefektury w Guayas. Ten sprzeciw spowodował, że w kolejnej sesji Parlamentu w dniu 11 lutego 1967 roku rezolucją nr 67 potwierdziła nietykalność granic prowincji Guayas. Jednakże 3 października 1967 roku, Sąd najwyższy Ekwadoru wydał rezolucję na temat granic kantonów El Carmen (prowincja Manabí) i Santo Domingo (w tym czasie jeszcze należało do prowincji Pichincha), w której wyjaśnia, że Manga del Cura należy do kantonu El Carmen.
W latach 90. XX wieku poniżej miejsca połączenia się rzek Daule i Peripa utworzono zaporę, która spowodowała zalanie obszaru ok. 300 km² i tym samym oddzieliła Manga del Cura od prowincji Guayas. Konflikt jednak ciągnął się dalej, aż doprowadził do tego, że 27 września 2015 roku na terenie spornym przeprowadzono referendum, w którym mieszkańcy opowiedzieli się za przynależnością do prowincji Manabí.
Wyniki Referendum:
| Głosy                                     | liczba | procentowo |
| ----------------------------------------- | ------ | ---------- |
| Za przynależnością do Manabí              | 8 525  | 64,2%      |
| Za przynależnością do Guayas              | 4 380  | 33,0%      |
| Głosy nieważne (zaznaczone obydwie opcje) | 291    | 2,2%       |
| Głosy puste (żadna opcja nie zaznaczona)  | 88     | 0,7%       |

Frekwencja wyniosła 86,6%.
Obecnie mieszkańcy regionu oczekują rezolucji Parlamentu, który ostatecznie potwierdzi decyzję wyborców i prawnie dołączy Manga del Cura do prowincji Manabí

## Turystyka
Początkowo tereny Manga del Cura były wyłącznie terenami rolniczymi, ale konflikt pomiędzy prowincjami Guayas i Manabí przyczynił się do rozwoju agroturystyki. Prym wiodą tutaj wodospady „Salto del Armadillo” i „Cascada del Pintado” oraz powstałe przy nich kąpieliska, ale nie są to jedyne atrakcje turystyczne w regionie